# Mi Metro 2
Mi Metro 2 es un programa de televisión dedicado a presentar las propuestas inmobiliarias del momento, lo último en tecnología para el hogar, oficinas empresariales, ideas en decoración y consejos legales, presentados a través de entrevistas e informes especiales.
Este programa se caracteriza por dar a conocer alternativas de vivienda, los planes de financiamiento y las ideas más creativas en decoración para ayudar al telespectador a escoger la casa o departamento de sus sueños.
Además de estos reportajes, el bloque 'Pulso Inmobiliario', presenta las opiniones del público televidente respecto al distrito en el que viven, de manera que los vecinos puedan comentar acerca de los nuevos proyectos de construcción y beneficios en general que brinda la zona en la que residen.

## Estreno en TV
Mi Metro 2 se transmite por ATV+ desde el 2 de agosto de 2014.

## En pantalla
La conductora de televisión Clelia Francesconi brinda toda la información concerniente a los proyectos de obra. Está acompañada por el arquitecto encargado, con quien conversa sobre los avances en construcción de cada proyecto inmobiliario y los materiales necesarios para ejecutar la obra.
Marco Antonio Melosevich, acompañado de un asesor de ventas es el encargado de dar a conocer las facilidades económicas y propuestas de financiamiento para la compra de casas y/o departamentos ubicados en innumerables distritos a nivel nacional.
La arquitecta María Julia Núñez Malachowski presenta los departamentos piloto de cada proyecto de construcción. En este apartado también se brindan ideas en decoración para mejorar tu casa o departamento.
La periodista Stephanie Alva, entrevista cada semana a vecinos de diversos distritos de la capital, obteniendo información variada sobre las opiniones de los residentes de cada lugar en el bloque 'Pulso Inmobiliario'.